# Адольфо Родрігес Саа
Адо́льфо Родрі́гес Саа́ (ісп. Adolfo Rodríguez Saá, *25 липня 1947) — аргентинський політик, що впродовж п'яти термінів займав посаду губернатора провінції Сан-Луїс. З 23 по 30 грудня 2001 року виконував обов'язки президента Аргентини.

## Біографія
Народився у відомій багатій провінційній родині політиків — нащадків активного учасника громадянських війн арабського походження Хуана Саа. Брат Адольфо, Альберто, нині є губернатором провінції Сан-Луїс. У 1971 році закінчив Університет Буенос-Айреса, факультет права та соціальних наук. Після падіння військової хунти у 1983 році Адольфо був обраний губернатором провінції Сан-Луїс.
У 2001 році в Аргентині сталось різке погіршення економічного положення внаслідок економічної кризи. Уряд був змушений виплачувати відсотки за кредитами, скорочуючи зарплатню, затримуючи виплату пенсій та обмежуючи зняття готівки з банківських рахунків. У грудні в країні почались масові заворушення, які призвели до загибелі 20 чоловік (станом на 20 грудня. 21 грудня президент Фернандо де ла Руа пішов у відставку. Після цього виконуючим обов'язки президента мав стати віце-президент, але він пішов у відставку ще раніше, тому в.о. президента став голова Сенату Рамон Пуерта, однак він пробув на посаді лише 48 годин. За цей час на екстреному зібранні парламенту тимчасовим президентом було обрано Саа, представника опозиційної, але такої, що мала більшість у парламенті, Хустисіалістської партії. За нього віддали голоси 169 депутатів Конгресу, 138 голосували проти.
У своїй першій заяві Саа оголосив про призупинення виплати зовнішнього боргу, який до того часу сягнув 132 мільярди доларів. При цьому він відмовився проводити девальвацію песо, яке було прив'язано до долару у співвідношенні 1:1. Він також оголосив про намір використовувати кошти, які мали піти на виплати зовнішнього боргу, на скорочення рівня безробіття шляхом відкриття мільйону нових робочих місць та на пряме забезпечення населення продовольством. До 25 грудня було ліквідовано міністерство економіки, чий керівник Домінго Кавальйо вважався одним з головних винуватців кризи, а також сформовано новий уряд . За кілька днів, однак, всі призначені міністри подали заяви про відставку.
30/31 грудня подав у відставку і сам Саа, обґрунтувавши це нестачею підтримки своєї антикризової програми всередині партії, хоч відзначається, що важливим фактором послужили заворушення, що не припинялись. Після відставки йому вдалось зберегти імідж сильного президента, що забезпечило йому певну популярність в суспільстві.